# 사카모토 레미
사카모토 레미(일본어: 坂本 礼美, 1989년 11월 3일 ~ )는 일본의 모델이다.